# Rio Quaraí
Quaraí (em castelhano:  Cuareim) é um curso de água que marca o limite da parte norte do Uruguai junto da fronteira Brasil-Uruguai. Ao início de seu curso corre com direção noroeste, para logo dirigir-se para oeste, desembocando finalmente no rio Uruguai.

## Etimologia
A palavra Quaraí é uma composição de origem indígena que na linguagem tupi significa: "Rio das Garças", ou ainda "Rio do Sol". Antigamente na língua portuguesa a cidade se escrevia Quarahy, mas se pronunciava da mesma maneira que a atual.